# Nereis operta
Nereis operta är en ringmaskart som först beskrevs av William Stimpson 1856.  Nereis operta ingår i släktet Nereis och familjen Nereididae. Inga underarter finns listade i Catalogue of Life.